# Hermann Gackenholz
Hermann Gackenholz (* 1908; † 1974) war ein deutscher Professor für Geschichte an der Pädagogischen Hochschule in Lüneburg.

## Leben
Er studierte von 1927 bis 1932 Geschichte. Von 1933 bis 1939 war er wissenschaftlicher Referent bei der Gesellschaft für Wehrwissenschaften. 1936 wurde Mitarbeiter der Kriegsgeschichtlichen Forschungsanstalt des Heeres. 1939 wurde er eingezogen und wechselte mehrfach zwischen Truppendienst und Schreibtischarbeit. Im Frühjahr 1943 wurde er Sachbearbeiter für das Kriegstagebuch der Heeresgruppe Mitte. Sein Dienstrang war Oberleutnant der Reserve.
Nach seiner Kriegsgefangenschaft erhielt er einen Lehrauftrag für Geschichte an der Pädagogischen Hochschule in Lüneburg. Dort wurde er 1950 zum Professor berufen.
Er war Mitglied im Präsidiums des Arbeitskreises für Wehrforschung.
Für den Sammelband Entscheidungsschlachten des zweiten Weltkrieges verfasste er den Beitrag über die Operation Bagration.